# Le Miroir (nouvelle d'Agatha Christie)
Pour les articles homonymes, voir Le Miroir.
Le Miroir (In a Glass Darkly), parfois titrée Reflet de l'avenir, est une nouvelle fantastique d'Agatha Christie.
Initialement publiée le 28 juillet 1934 dans la revue Collier's Weekly aux États-Unis, cette nouvelle a été reprise en recueil en 1939 dans The Regatta Mystery and Other Stories aux États-Unis. Elle a été publiée pour la première fois en France dans le recueil Le Flambeau en 1981.

## Publications
Avant la publication dans un recueil, la nouvelle avait fait l'objet de publications dans des revues :
- le 28 juillet 1934, aux États-Unis, dans le no 4 (vol. 94) de la revue Collier's Weekly[1] ;
- en décembre 1934, au Royaume-Uni, dans la revue Woman's Journal[1] ;
- en mars 1970, aux États-Unis, dans le no 3 (vol. 55) de la revue Ellery Queen’s Mystery Magazine[2].

La nouvelle a ensuite fait partie de nombreux recueils :
- en 1939, aux États-Unis, dans The Regatta Mystery and Other Stories[1] (avec 8 autres nouvelles) ;
- en 1979, au Royaume-Uni, dans Miss Marple's Final Cases and Two Other Stories[1] (avec 7 autres nouvelles) ;
- en 1981, en France, dans Le Flambeau (avec 8 autres nouvelles) ;
- en 1982, au Royaume-Uni, dans The Agatha Christie Hour (avec 9 autres nouvelles) ;
- en 1983, en France, sous le titre « Reflet de l'avenir », dans Dix brèves rencontres (adaptation du recueil de 1982) ;
- en 2001, en France, dans Miss Marple tire sa révérence (adaptation du recueil britannique de 1979).